# Sukralose
Sukralose, højintensivt syntetisk sødemiddel, som er baseret på sukrose.
Stoffet blev i 2005 godkendt som sødestof i EU, hvor det på varedeklarationerne ofte optræder som E955. Det er også godkendt i USA, Australien og Canada.
Stoffet har i lighed med aspartam en mere sukkerlignende smag end både saccharin og acesulfam K. Det er omkring dobbelt så sødt som saccharin, 720 gange sødere end sukker og fire gange så sødt som aspartam. I forhold til aspartam udmærker sukralose sig ved at være varmestabilt.
Sukralose anvendes kun i meget små mængder grundet dets store sødeevne. Det har ingen fysiologisk brændværdi, og påvirker ikke tænder og blodsukker som naturligt sukker. Der synes dog at være evidens for en påvirkning af tarmbakterierne, hvilket muligvis kan have negativ betydning for immunforsvaret. Samtidig viser nye studier i USA  at det kan have betydning for  sultniveauet, ved at aktivere hypothalamus og gøre dig mere sulten.